# Hishiryō
Hishiryō (jap. 非思量, „das dem Denken Unermeßliche“) wird häufig mit „Denken aus dem Grunde des Nicht-Denkens“ übersetzt. Es bezeichnet den unmittelbar erfahrbaren Zustand, in welchem offenbar ist, dass die letzte Wirklichkeit jenseits des Denkens liegt. Dieser Aspekt wird im Zen-Buddhismus als zentrales Element der Sōtō-Schule geübt.
Das wichtigste Quellenwerk, welches die Praxis des Hishiryō beschreibt, ist das Shōbōgenzō des Zen-Meisters Dōgen Zenji (1200–1253).
Die Erläuterung des Hishiryō-Bewusstseins in der Zenliteratur nimmt oft Bezug auf Meister Yakusan Igen (chin. Yaoshan), dessen zentrale Aussage in Meister Dogens Zusammenstellung der 300 Koan im 129. Koan beschrieben wird. In einem berühmten Gespräch stellt ihm ein Mönch die Frage, worüber Yakusan beim Sitzen in Zazen nachdenkt. Yakusan Igen erläuterte seinen Geisteszustand hierauf mit „Nicht wie das gewöhnlich Denken“ bzw. „jenseits unseres persönlichen subjektiven Denkens“ (je nach Übersetzung). Meister Taisen Deshimaru (1914–1982) erläuterte Hishiryō mit „Hishiryō ist das kosmische und nicht das persönliche Denken, das höchste Bewußtsein jenseits von Raum und Zeit“.
Hishiryō beschreibt zusammen mit Shikantaza („nur Sitzen“) die beiden wichtigsten charakteristischen Leitsätze Dogens für die Praxis des Zazen. Hishiryō beschreibt die Qualität des Denkens während konzentrierter Zen-Praxis. Shikantaza stellt hingegen die generelle Zielausrichtung der gereiften Zazen-Praxis dar. Beide Leitsätze sind nicht scharf voneinander zu trennen, sondern erläutern unterschiedliche Sichtweisen auf dieselbe Praxis des Zen.

## Vorgehensweise
In einem Art „Manuale“ des Zazen, dem 27. Kapitel in Meister Dogens Shobogenzo mit dem Titel Zazenshin  (wörtlich übersetzt: „Bambusnadel des Zazen“) wird explizit auf „Hishiryo“ Bezug genommen, als wesentliche „Technik“ der Sitzmeditation: „Einst saß der Große Meister Yakusan Kodo, als ein Mönch auf ihn zutrat und ihn fragte: ‚Was denkt ihr, wenn ihr völlig unbeweglich seid?‘ Der Meister antwortete: ‚Ich denke aus dem tiefen Grund des Nicht-Denkens.‘ Der Mönch fragte: ‚Wie kann man aus dem tiefen Grund des Nicht-Denkens denken?‘ Der Meister sagte: ‚Es ist jenseits des Denkens.‘ Und Meister Dogen fährt fort:‚Um wirklich zu erfahren, worüber der große Meister hier spricht, müsst ihr das unbewegliche Sitzen selbst erfahren und erforschen...“. (Dogen Zenji, Shobogenzo, Bd. 2, Heidelberg 2003, 119). Taisen Deshimaru versucht das „Hishiryo“ als „wesentliche Kunst des Zazen“ so zu erläutern: „Wir müssen aus dem tiefsten Nichtdenken heraus denken: Hishiryo ist das Optimum, das Bersten, der Orgasmus des Bewusstseins, das Jenseits-des-Denkens, das absolute, kosmische, universale, globale Denken. Hishisryo ist das kosmische Bewusstsein und nicht das persönliche Bewusstsein, es ist das höchste Bewusstsein jenseits von Raum und Zeit. Wie denkt man ohne zu denken? Das ist an sich die wesentliche Kunst des Zazen. Wenn wir uns auf die Körperhaltung konzentrieren, die Gedanken vorüberziehen lassen, ohne bei einem Objekt des Bewusstseins zu verweilen, wenn wir während des Zazen hierin nicht nachlassen, gewinnen die Gedanken an Weite und Tiefe und dringen zum universalen Bewusstseins vor. (...) Der Hishiryo-Zustand tritt unbewusst, natürlich und automatisch ein.“ Des Weiteren lehrt Deshimaru „Dies ist die wesentliche Kunst des Zazen. Hishiryō entspringt der richtigen Körperhaltung und der tiefen Ausatmung. Man denkt nicht, sondern das Unbewusste steigt auf. Wir denken unbewusst aus dem Thalamus, dem Tiefenhirn. Auf diese Weise vertieft und erweitert sich unser Bewusstsein und erstreckt sich auf den gesamten Kosmos, hier und jetzt. Auf diese Weise erlangt unser Geist vollkommene Ruhe und die Neuronen in unserem Gehirn erhalten die gleiche Schwingung wie die des Universums.“
Um dieses „Vorbeiziehenlassen“ der Gedanken bildlich zu veranschaulichen, wird immer wieder auf die bei Yoka Daishi wahrscheinlich zum ersten Male verwendete „Wolken“-Metapher zurückgegriffen (vgl. Shodoka. Satori - hier und jetzt, Ein Zen Text von Meister Yoka Daishi, Heidelberg 2006, 22), so z. B. bei Meister Harada: „Das Zazen ist ein Gefühl, so massiv, als ob das Sitzkissen zum Erdball geworden sei und das Weltall den Unterleib ausfülle. Unbeweglich stehen die grünen Berge. Die weißen Wolken (=Gedanken) kommen und gehen.“

„Es ist nicht schwer, das Bild im Spiegel zu sehen. Doch unmöglich ist es, den Mond im fließenden Wasser einzufangen.“

Hishiryō beruht auf dem direkten Handeln im gegenwärtigen Moment am gegenwärtigen Ort. Durch die konzentrierte Aktivität wird der Praktizierende Teil einer „nahtlosen Ganzheit“ und verbindet sich unmittelbar mit dem „Seinsstrom“. Dieses wird im Zen-Buddhismus als Wirklichkeit oder Dharma bezeichnet. In dieser Berührung wird eine tiefere Ebene des intuitiven und unmittelbar wahrnehmenden Verstehens ermöglicht, die nicht von persönlichen Auffassungen oder Interpretationen verändert wird.
Zur Ausbildung von Hishiryō bedarf es einer Balance der Geisteshaltung, die weder Gedanken, Gefühle oder Wahrnehmungen verfolgt noch sie ablehnt. Hishiryō-Bewusstsein selber kann nicht erzwungen werden, sondern es können lediglich gute Voraussetzungen hierfür geschaffen werden.
Hishiryō-Denken steht nicht im Gegensatz zum analytischen Denken. Es stellt eine Bereicherung der Bandbreite menschlichen Denkvermögens dar und zielt auf den adäquaten Einsatz der unterschiedlichen mentalen Möglichkeiten ab. Die Differenzierung zwischen Hishiryō und bestimmten nihilistischen Positionen fällt bei einer rein intellektuellen Betrachtung schwer, da der Intellekt die „Selbstaufgabe als Voraussetzung einer mentalen Öffnung“ nur schwer umsetzen kann. Allein der Wille, nicht zu denken, ist bereits ein Gedanke, der dem Hishiryō-Denken entgegensteht.
Die Entwicklung des Hishiryō-Denkens erfordert eine begleitende Anleitung eines Lehrers, da das Hishiryō-Bewusstsein dem analytischen Verstehen auf Grund seiner Natur verschlossen bleiben muss. Eine auf dem Selbststudium basierende Umsetzung wird als erheblich schwerer angesehen, ist aber nicht gänzlich unmöglich. Dieses Vorgehen wählte z. B. der historische Shakyamuni Buddha, da ihm noch kein Lehrer zur Verfügung stehen konnte.